# Proteobacteria
I proteobatteri (Proteobacteria Garrity et al., 2005) sono un phylum di batteri. Includono un'ampia gamma di agenti patogeni parassiti, come Escherichia coli, Salmonella typhi, Vibrio cholerae, Helicobacter pylori e molti altri. Altri sono liberi nell'ambiente e sono azotofissatori. Il gruppo viene definito principalmente in termini di RNA ribosomico ed è così chiamato per il dio greco Proteo (che è anche il nome di un genere di batteri tra i proteobatteri) in grado di cambiare forma a causa della diversità delle forme riscontrabili.

## Caratteristiche
Tutti i proteobatteri sono Gram-negativi, con una membrana esterna composta principalmente di lipopolisaccaridi. Molti si spostano utilizzando flagelli ma alcuni non motili si muovono sfruttando lo scivolamento batterico. Gli ultimi includono i mixobatteri, un gruppo particolare di batteri che si possono aggregare per formare corpi fruttiferi pluricellulari. Esiste anche una certa varietà nei tipi di metabolismo. Molti membri sono facoltativamente o obbligatoriamente organismi anaerobici ed eterotrofi, sebbene esistano molte eccezioni. Una varietà di generi, non strettamente imparentati, convertono l'energia della luce attraverso la fotosintesi. Sono chiamati batteri viola, con riferimento alla loro pigmentazione per lo più rossastra. La teoria dell'endosimbionte postula che un appartenente arcaico a questo phylum sia l'organismo inglobato, nel passato, dall'antenato comune degli odierni eucarioti come endosimbionte, formando, con la membrana eucariotica che lo ingloba, i mitocondri.